# Pose ton gun
Singles de Suprême NTM
That's My People
(5 janvier 1999) Pass pass le oinj
(21 mars 2000)
Pistes de Suprême NTM
Je vise juste Respire
Pose ton gun est un single de rap français sorti le 13 septembre 1999 par le groupe Suprême NTM.

## Contenu
Le single comprend en face B le titre On est encore là (Part II).
Sur Pose ton gun, Joeystarr adopte le style typique des toasters jamaïcains de raggamuffin.
Dans le titre On est encore là (Part II), Kool Shen revient sur la condamnation du groupe (25 000 francs d’amende chacun et deux mois de prison avec sursis) de ses propos tenus lors d'un concert à La Seyne-sur-Mer en 1997:
« Deux mois de sursis, cinq barres d’amende, on est condamnés / pour être encore là après tant d’années, / pour les avoir tant tannés, instantanément, de façon spontanée. / On en paye le prix aujourd’hui, mon gars, mais ce n’est pas un hasard. / Ça correspond au climat bizarre, à l’odeur étrange / qui émane du côté d’Orange, le Sud est contaminé. / Remarque, y’a pas qu’eux, la droite aussi. / Les Lois Debré, tu crois que c’est quoi, sinon une pâle copie / de celui qu’on censure pas, / de celui qui parle de race supérieure et qu’on invite à tous les débats. »

## Clip
Le clip est réalisé par Yannis Mangematin avec Joeystarr participant en tant que co-réalisateur. Une partie est filmée à l’hôpital Henri Mondor de Créteil et dans une morgue de l’École nationale vétérinaire d'Alfort.

## Liste des titres
Sur la version single sortie au format CD:
- Pose ton gun
- On est encore là (Part II)

La version disque 33 tours comprend en plus les versions instrumentale et a cappella des deux titres.